# Jaguar SS2

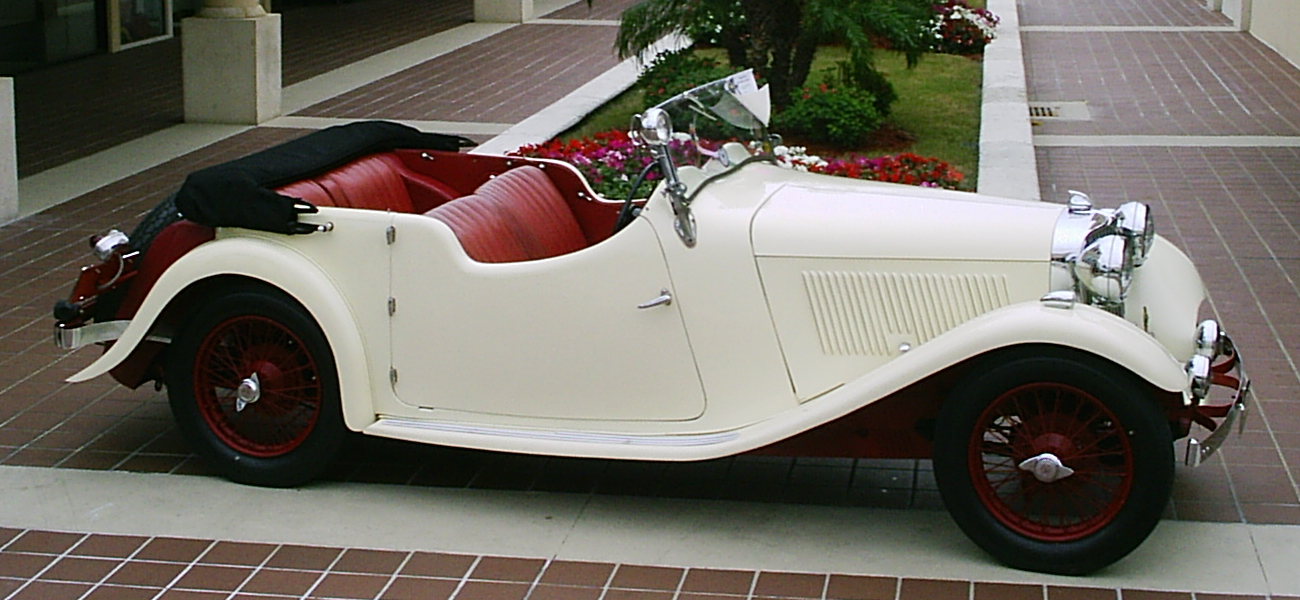
SS2. 1935

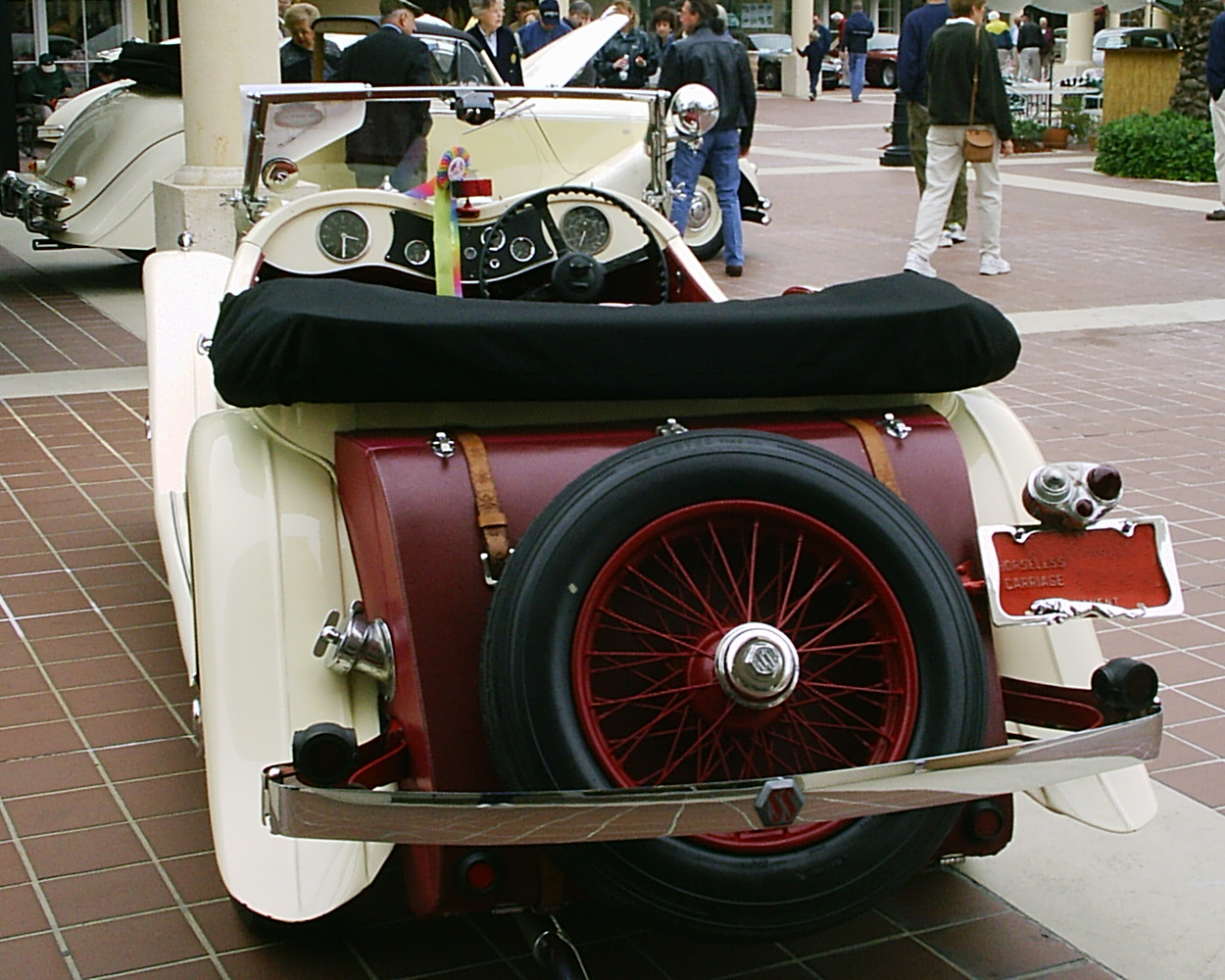
SS2. 1935

Jaguar SS2 — модель британської компанії Standard Swallow (з 1945 Jaguar), що випускалась паралельно з моделлю SS1 у 1931-1936 роках. Загалом виробили 1.790 SS2.

## Історія
Модель SS2 мала скорочене майже на 40 см шасі від моделі SS1, рядний 4-циліндровий мотор і розвивала 95 км/год. Випускалась з 2-дверними кузовами купе, фаетон, родстер. Модель зазнала модернізації 1934, коли було видовжено шасі, встановлено потужніший мотор. Конкурентноздатною модель робила її низька ціна.
Для гонок на двигун встановлювали компресор і гоночний кузов на шасі.

### Технічні дані SS2
|                    |                              |
| Розміри            | Параметри                    |
| Роки випуску:      | 1931-1936                    |
| Колісна база :     | 2640 мм                      |
| Довжина:           | 4170 мм                      |
| Ширина             | 1420 мм                      |
| Висота             |                              |
| Виготовлено:       | 1790                         |
| Маса порожнього:   |                              |
| Мотор              | 4-циліндровий рядний         |
| Потужність мотору: | 37-45 к.с.                   |
| Об'єм мотору       | 1052 см³, 1343 см³, 1608 см³ |
| Трансмісія :       | КП 4-ступінчаста механічна   |
| Швидкість :        | 95-105 км/год                |
| Модель-наступник;  | S.S. Jaguar 1 ½ Litre        |